# وست هاکنی
وست هاکنی (به انگلیسی: West Hackney) یک شهرک و ناحیه در بریتانیا است که در منطقه هکنی لندن واقع شده‌است.